# Richard Michael Power Baron Carver
Richard Michael Power Baron Carver, britanski feldmaršal, * 1915, † 2001.